# Brottgräns

Spänning i förhållande till töjningskurva för typiskt konstruktionsstål.
1. Brottgräns
2. Sträckgräns
3. Brott
4. Kalldeformationsregion
5. Midjebildningsregion
A: Skenbar spänning (F/A_{0})
B: Verklig spänning (F/A)

Brottgränsen eller draghållfastheten är den maximala spänningsbelastningen ett material kan hantera vid sträckning eller dragning innan midjebildning sker, vilket innebär att tvärsnittet hos ämnet minskar väsentligt. Brottgräns är motsatsen till kompressionshållfasthet vars spänningsvärden kan skilja åt.
Brottgränsen definieras som spänning och mäts därmed med kraft per area. I Internationella måttenhetssystemet (SI) används enheten pascal (Pa), ofta används mega- prefixet i form av megapascal (MPa) vilket i sin tur motsvarar newton per kvadratmillimeter (N/mm²).